# Contea di Barrow
La contea di Barrow (in inglese Barrow County) è una contea dello Stato della Georgia, negli Stati Uniti. La popolazione al censimento del 2000 era di 46 144 abitanti. Il capoluogo di contea è Winder.